# Systaria barkudensis
Systaria barkudensis là một loài nhện trong họ Miturgidae.
Loài này thuộc chi Systaria. Systaria barkudensis được Frederick Henry Gravely miêu tả năm 1931.